# Взрыв на АЗС в Махачкале (2024)
В пятницу, 27 сентября 2024 года около 17:50 по местному времени на одной из АЗС города Махачкалы произошёл взрыв. По сообщениям, место первоначального взрыва находилось в близлежащем кафе, но позже пожар распространился на АЗС. Там взорвался газовый баллон. На территории АЗС также располагалась молитвенная комната, где во время взрыва совершали вечерний намаз. 28 сентября 2024 года в Дагестане объявлен днём траура.

## Хронология событий
Около 17:50 в кафе, расположенном на территории АЗС PLUS на окраине города Махачкалы неподалеку от села Новый Хушет на федеральной трассе «Кавказ», произошёл первый взрыв газового баллона, расположенного в здании АЗС, где были кассы, магазин и кафе, второй произошёл через 20 минут. В результате взрыва было полностью разрушено здание АЗС, техстанция и столовая, площадь возгорания составила 500 квадратных метров, повреждены и автомобили, расположенные вблизи. Домовладения возле АЗС не пострадали. Взрыв был мощным, от АЗС практически ничего не осталось.

## Последствия и реакция
Сразу после взрыва на место были стянуты все экстренные службы, первоначально сообщалось о пятерых погибших, в том числе и одном ребёнке. На месте первоначально работали 4 пожарных расчета, позднее к ним присоединились ещё 5. Для полной ликвидации пожара потребовалось 169 пожарных. На место происшествия прибыл глава Дагестана Сергей Меликов, который заявил, что вся необходимая помощь оказывается. Меликов сообщил, что в 19:40 по местному времени того же дня пожар локализован, а на 20:10 он дал информацию о 6 погибших и 16 пострадавших. Спасатели разбирали завалы, под которыми находились люди.
По данным МЧС России, на утро 28 сентября в результате взрыва погибли 11 человек, двое из которых дети. Позднее появилась информация, что всего пострадало 23 человека, из них 12 погибших, двое из которых дети, 4 пострадавших находятся на стационарном лечении: одни в тяжёлом состоянии, три — в состоянии средней тяжести. Днём 28 сентября МЧС России сообщило, что погибли 13 человек.
В Карабудахкентском районе Дагестана ввели режим чрезвычайной ситуации. 
Семьям погибших при взрыве на АЗС власти Дагестана выплатят 1 миллион рублей, от 250 000 до 500 000 рублей — пострадавшим в зависимости от полученных травм.
Свои соболезнования по поводу в связи с трагедией выразили Глава Михайловского муниципального округа Вячеслав Васильевич Бедняк, Глава Ингушетии Махмуд-Али Калиматов, Глава Кабардино-Балкарской Республики Казбек Коков, Глава Карачаево-Черкесской Республики Рашид Темрезов, Глава Республики Северная Осетия Сергей Меняйло, Глава Чеченской Республики Рамзан Кадыров.
Также слова соболезнования выразили бывший и действующий чемпион UFC Хабиб Нурмагомедов и Ислам Махачев.
28 сентября 2024 года в Дагестане был объявлен день траура, однако некоторые предприниматели, разрешили в день траура проводить банкеты в своих заведениях, что возмутило Сергея Меликова
29 сентября 2024 года матч 10-го тура чемпионата России по футболу на стадионе «Анжи-Арена» между махачкалинским и московским «Динамо» стартовал с минуты молчания в память о погибших от взрыва на АЗС.

## Расследование
Сразу после взрыва стало известно, что Прокуратурой Дагестана организована проверка и на место происшествия выехал прокурор Республики Дагестан Виктор Эпп. Следственным управлением Следственного комитета Российской Федерации возбуждено уголовное дело по статье 238 Уголовного кодекса Российской Федерации (оказание услуг, не отвечающих требованиям безопасности жизни или здоровья потребителей, повлекшие по неосторожности смерть двух или более лиц). 28 сентября 2024 года следствие предварительно установило, что на месте происшествия следов взрывчатых веществ не обнаружено. На следующий день был задержан и допрошен фактический владелец автозаправочной станции Марат Джанхуватов, в отношении которого будет рассмотрен вопрос об избрании меры пресечения. По одной версии, озвученной прокурором Дагестана, в здании кафе при АЗС взорвался газовый баллон, по другой произошла утечка топлива. 1 октября 2024 года Сергей Меликов заявил, что причиной взрыва могло быть состояние газопровода «Даггаза». 2 октября 2024 года Марат Джанхуватов по решению Советского районного суда Махачкалы пробудет в следственном изоляторе как минимум до 28 ноября 2024 года. Как одна из версий рассматривается коррупционная составляющая, так как в Дагестане отсутствуют крупные российские сети АЗС, основная масса частных заправок работает в «теневой экономике», много кому нужно перечислять средства, вследствие чего владельцы пытаются сэкономить на соблюдении техники безопасности. 3 октября 2024 года вблизи АЗС были обнаружены три трубы неустановленного назначения, работы по поиску источника взрыва продолжаются. 1 ноября 2024 года было сообщено, что прокуратурой республики Дагестан на АЗС в ходе проверки выявлены многочисленные нарушения промышленной и пожарной безопасности, градостроительного и экологического законодательства, а также законодательства о санитарно-эпидемиологическом благополучии населения.

## Видео
- ⚡️ГИГАНТСКИЙ взрыв в Дагестане! Заправка взлетела в воздух. Под Москвой ОГРОМНЫЙ пожар
- ВЗРЫВ НА АЗС В МАХАЧКАЛЕ. 10 ПОГИБШИХ | НОВОСТИ